# Phytomyza anthocercidis
Phytomyza anthocercidis este o specie de muște din genul Phytomyza, familia Agromyzidae, descrisă de Spencer în anul 1977. Conform Catalogue of Life specia Phytomyza anthocercidis nu are subspecii cunoscute.